# سابق محلة (عشر ستاق)
سابق محلة (بالفارسية: سابق‌محله) هي قرية تقع في إيران في قسم عشر ستاق الريفي. يقدر عدد سكانها بـ 173 نسمة بحسب إحصاء 2016.